# Toxorhina (Ceratocheilus) leucomelanopus
Toxorhina (Ceratocheilus) leucomelanopus is een tweevleugelige uit de familie steltmuggen (Limoniidae). De soort komt voor in het Neotropisch gebied.